# Крос Крик (Пенсилванија)
Крос Крик (енгл. Cross Creek) насељено је место без административног статуса у америчкој савезној држави Пенсилванија.

## Демографија
По попису из 2010. године број становника је 137.
| Група             | 2000.    | 2010.       |
| Белци             | 0 (0,0%) | 127 (92,7%) |
| Афроамериканци    | 0 (0,0%) | 3 (2,2%)    |
| Азијати           | 0 (0,0%) | 0 (0,0%)    |
| Хиспаноамериканци | 0 (0,0%) | 7 (5,1%)    |
| Укупно            | 0        | 137         |